# Monique Hennagan
Monique Hennagan (Estados Unidos, 26 de mayo de 1976) es una atleta estadounidense, especializada en la prueba de 4x400 m en la que llegó a ser campeona olímpica en 2004.

## Carrera deportiva
En los JJ. OO. de Atenas 2004 ganó la medalla de oro en los relevos 4x400 metros, con un tiempo de 3:19.01 segundos, llegando por delante de Rusia y Jamaica, siendo sus compañeras de equipo: DeeDee Trotter, Monique Henderson, Sanya Richards y Moushaumi Robinson.